# Sant Llorenç des Cardassar
Sant Llorenç des Cardassar è un comune spagnolo di 8 687 abitanti situato nella comunità autonoma delle Baleari. È situato nella parte orientale dell'isola di Maiorca. Questo municipio è stato costituito alla fine del XIX secolo, quando si è separato da Manacor con il nome di San Lorenzo de Descardazar, nome che ha mantenuto fino al 1950.
La località si caratterizza per una grande capacità di attrazione turistica. Nel 2009 contava 8 687 abitanti dei quali 2790 non erano spagnoli. Molti di questi risiedono nei tre grandi resort turistici di S'Illot, Cala Millor e Sa Coma.

## Monumenti e luoghi d'interesse

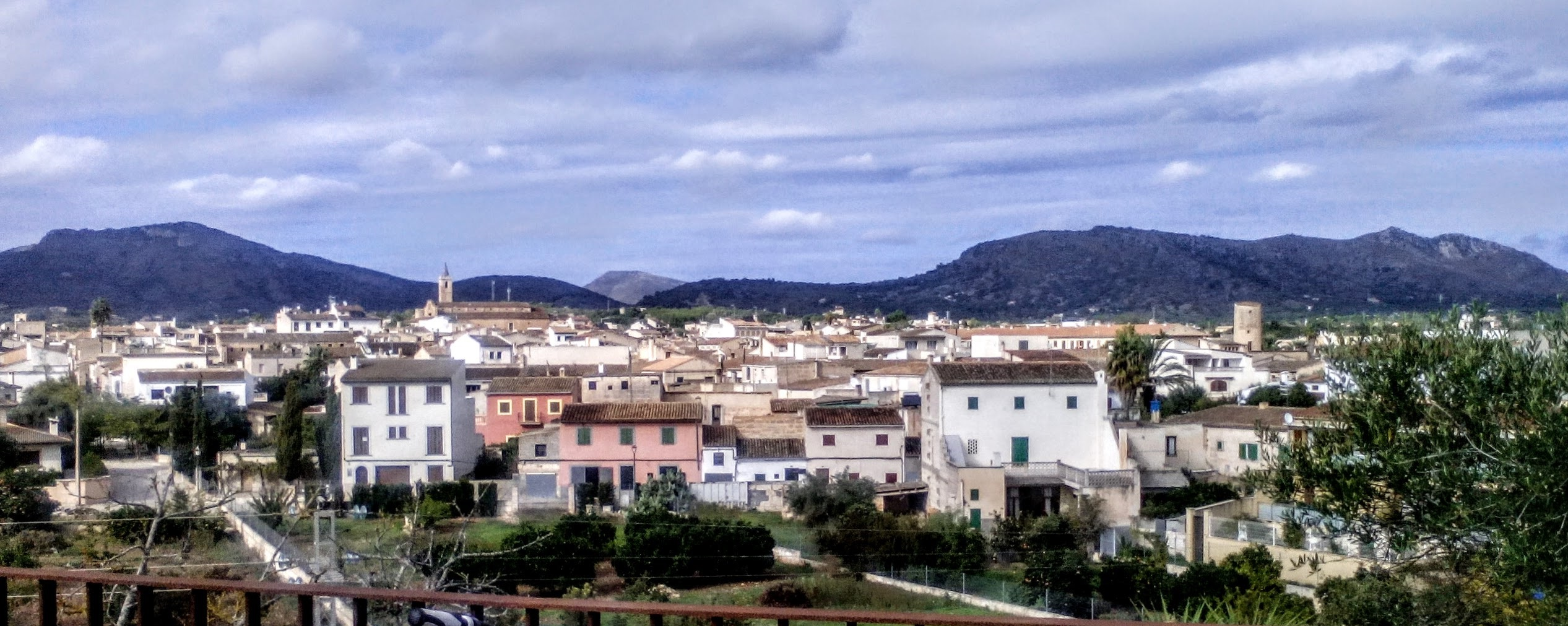
Veduta generale

- Nel centro della città la Plaza Nova è il cuore della comunità. Proprio qua i turisti troveranno la chiesa di Sant Llorenc di cui si segnala la facciata. L'arco a botte che ricopre il soffitto è una copertura circolare tipica del periodo e all'interno della chiesa è possibile vedere una notevole scultura romanesca conosciuta come La Mare de Déu Trobada datata attorno al XIII secolo.
- Case tradizionali che mostrano ai visitatori un po' della tradizione antica di quest'isola.
- Poco distante è possibile visitare anche Son Carrió e la sua chiesa di Sant Miquel sul disegno della cui facciata sembra sia intervenuto anche il famoso architetto Antoni Gaudí.